# ショッテン・バウマン反応
ショッテン・バウマン反応（ショッテン・バウマンはんのう、英語: Schotten–Baumann reaction）とは、カルボン酸塩化物とアルコールまたはアミンを水酸化ナトリウム水溶液の共存下で反応させて、エステルまたはアミドを得る方法である。
ショッテン・バウマン条件、ショッテン・バウマン法とも呼ばれる。
1884年にカール・ショッテン、1886年にオイゲン・バウマンが報告した。

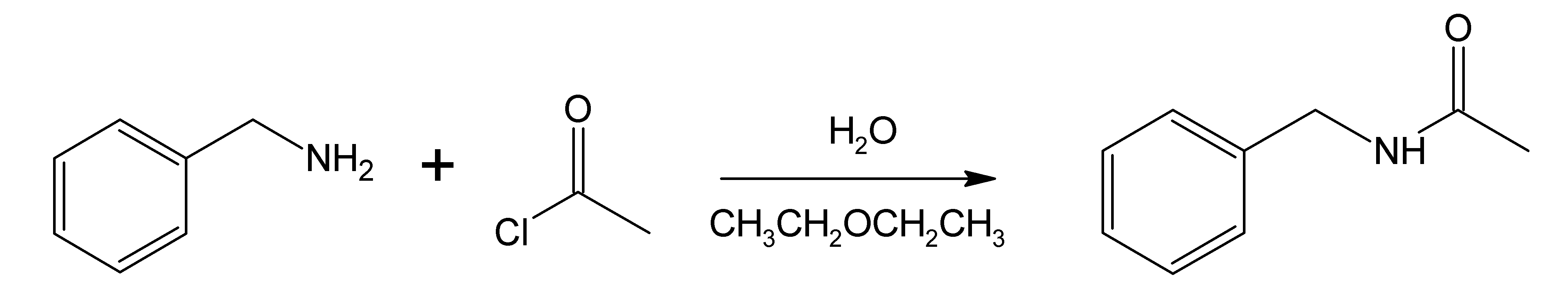
ショッテン・バウマン反応の例。 ベンジルアミンと塩化アセチルとの反応によりN-ベンジルアセトアミドを形成する。

## 反応機構
カルボン酸塩化物とアルコールやアミンの反応では生成する塩化水素を中和するために塩基が必要となるが、その塩基として水酸化ナトリウムを使用する方法である。後にスルホン酸塩化物などにも適用できること、アミンおよび酸塩化物の反応性次第で炭酸ナトリウムや炭酸水素ナトリウムを用いても反応が進むことが確認されている。
この反応が適用できるのはある程度炭素数の多い非水溶性の酸塩化物と水溶性のアルコールまたはアミンの弱酸塩の組み合わせだが、エーテルなどの有機溶媒と二相系で反応を行うことも可能である。この場合は溶解性の制約は減少する。また、衝突頻度の理由によりアルコールやアミンもある程度の水溶性が必要となる。非水溶性酸塩化物を用いた場合、塩基性水溶液による加水分解が遅いため、有機相に溶解しやすいアルコールやアミンとの反応が優先して起こりエステルやアミドを比較的収率良く得ることができる。
この反応では、必ず酸塩化物や酸無水物などの高反応性カルボン酸誘導体と所望のアルコール／アミンとのエステル化／アミド化と加水分解の競争反応となるが、反応性の高いアルコキシドやアミンとの反応が優先するとされている。ただし、反応条件や基質によっては目的とする反応が進行せずに試薬の加水分解で終わることも多い。また基質や条件によっては、せっかく反応したエステルがアルカリで加水分解されることも少なくない。このため反応性の高い基質であることが多い、多段階反応の初期段階や大量合成に多用される反応である。
ピリジンやトリエチルアミンなどを塩基として使用するエステル化やアミド化では、反応後にこれらのアミンの塩酸塩を廃棄物として処理しなくてはならない。
しかし、ショッテン・バウマン反応では生成するのは塩化ナトリウムなどの無機塩であるため、比較的廃棄物処理の負担が軽減される。
そのため工業スケールでの反応にも向いている。

## 応用
ショッテン・バウマン反応またはショッテン・バウマン条件は有機合成化学において現在でも広く用いられている。
- ノニバミドの合成。また、カプサイシンの合成も知られる。
- 塩化ベンゾイルとフェネチルアミンからのベンズアミドの合成。
- ベンジルアミンの塩化アセチルによるアシル化反応。
- フィッシャーペプチド合成（エミール・フィッシャー、1903）[3][4]では、α-クロロカルボン酸塩化物はアミノ酸のエステルと一緒に濃縮される。エステルはそのとき加水分解され、酸は酸塩化物に変換されて別のユニットによるペプチド鎖の伸長を可能にする。ペプチド合成が終わると、α位の塩素原子はアンモニアによってアミノ基に変えられる。